# Eueremaeus brevifer
Eueremaeus brevifer är en kvalsterart som först beskrevs av Sandór Mahunka 1980.  Eueremaeus brevifer ingår i släktet Eueremaeus och familjen Eremaeidae. Inga underarter finns listade i Catalogue of Life.